# Prima battaglia di Yeonpyeong
La prima battaglia di Yeonpyeong (in coreano: 제1 연평해전?, Je Il(1) Yeonpyeong HaejeonLR) vide fronteggiarsi le marina della Corea del Nord e del Sud il 15 giugno 1999, vicino all'isola di Yeonpyeong.

## Preludio
La battaglia iniziò dopo che la Corea del Nord aveva avviato una campagna sostenuta di riforma della linea di confine marittimo – noto come la linea del limite settentrionale (NLL) – tra le due Coree. Il 6 giugno 1999, la Korean Central News Agency (KCNA), l'agenzia di stampa statale nordcoreana, affermò che "la linea del confine marittimo" era stata violata dalle navi da guerra sudcoreane e che quindi avevano attraversato illegalmente le acque territoriali nordcoreane.
Il giorno successivo, tre pattugliatori nordcoreani e tredici pescherecci della marina nordcoreana varcarono la NLL a 5,6 miglia nautiche (10,4 km; 6,4 mi) da Yeonpyeong. La marina sudcoreana rispose inviando cinque motovedette e quattro pattugliatori nel tentativo di prevenire altri sconfinamenti nordcoreani della NLL.
L'8 giugno, sette pattugliatori e diciassette pescherecci battenti bandiera nordcoreana attraversarono ripetutamente la NLL tra le 05:55 e le 23:20 ora locale. La Corea del Sud schierò dodici motovedette e quattro pattugliatori e ordinò ai propri pescherecci di lasciare la zona. L'esercito sudcoreano emise una direttiva ordinando una "risposta audace" alle provocazioni nordcoreane, mentre sottolineava la necessità di sostenere le regole dello scontro.
Il primo confronto fisico avvenne il 9 giugno, quando sei pattugliatori e cinque pescherecci nordcoreani attraversarono nuovamente la NLL. Come nel giorno precedente, i sudcoreani schierarono dodici motovedette e quattro pattugliatori ma, alle 06:35, una motovedetta nordcoreana entrò in collisione con la corrispettiva sudcoreana causando però dei lievi danni.
Il Ministero della difesa nazionale della Corea del Sud emise un annuncio rivolto alla Corea del Nord invitandola a desistere, ma il giorno successivo si verificarono altre collisioni: le motovedette sudcoreane si confrontarono con quattro pattugliatori nordcoreani accompagnati da venti pescherecci. A questo punto, il governo sudcoreano decise di usare la forza per opporsi agli sconfinamenti.
     A: Il confine stabilito nel 1953 dal Comando delle Nazioni Unite 
     B: La linea del confine marittimo inter-coreano (Inter-Korean MDL) dichiarata dalla Corea del Nord.

Il confine contestato tra la Corea del Nord e del Sud nel Mar Giallo:
A: Il confine stabilito nel 1953 dal Comando delle Nazioni Unite
B: La linea del confine marittimo inter-coreano (Inter-Korean MDL) dichiarata dalla Corea del Nord.
Le posizioni delle specifiche isole rispecchiano la configurazione di ciascun confine marittimo, tra cui: Isola di Yeonpyeong (1), Isola di Baengnyeong (2), Isola di Daecheong(3), Jung (4), Seul (5), Incheon (6), Haeju (7), Kaesŏng (8), Ganghwa (9), Bukdo Myeon (10), Deokjeokdo (11), Jawol Myeon (12) e Yeongheung Myeon (13).

L'11 giugno, la marina sudcoreana iniziò un "offensiva degli urti" e impiegò le sue navi per allontanare fisicamente i nordcoreani. Quattro navi della Corea del Nord furono danneggiate, di cui due gravemente, mentre tre delle navi sudcoreane subirono danni per i loro urti. I nordcoreani si vendicarono il 12 giugno tentando una loro "offensiva degli urti" ma furono superati in astuzia dai sudcoreani.
La marina nordcoreana schierò tre torpediniere il giorno successivo, inducendo la Corea del Sud a schierare due corvette di classe Pohang il 14 giugno. Fino a quel momento, i pattugliatori e i pescherecci della Corea del Nord avevano attraversato la NLL rispettivamente 52 e 62 volte.

## Scontro
La battaglia iniziò nella mattinata del 15 giugno. La Corea del Nord aveva venti pescherecci a sud della NLL, ai quali si unirono quattro motovedette alle 08:45. Queste ultime hanno iniziato a urtare le motovedette sudcoreane, venendo poi raggiunte da tre torpediniere nordcoreane alle 09:04. I sudcoreani ancora una volta riuscirono a difendersi e iniziarono a spintonare le navi avversarie, colpendo la poppa di sei vascelli nordcoreani.
La nave PT-381 nordcoreana fu urtata contemporaneamente da due motovedette sudcoreane, venendo colpita da una alla poppa e dall'altra sul fianco. Alle 09:28, l'equipaggio della PT-381 iniziò a sparare tramite mitragliatrici e cannoni da 25 mm contro le motovedette sudcoreane. La marina sudcoreana rispose al fuoco con Gatling da 20 mm e armi da 40 e 76 mm. Durante i successivi quattordici minuti, i sudcoreani avevano sparato un totale di 4 584 colpi prima di allontanarsi dallo scontro.
L'esito della battaglia fu l'affondamento di una torpediniere nordcoreana di circa 40 tonnellate, gravi danni ad un pattugliatore da 420 tonnellate, la paralisi di due pattugliatori da 215 tonnellate e lievi danni a due pattugliatori di 70 tonnellate. Le stime sudcoreane ufficiali riportano la morte di 17-30 marinai nordcoreani, sebbene le stime non ufficiali riportano una quota maggiore. Un pattugliatore e quattro motovedette della Corea del Sud furono danneggiate e nove marinai furono lievemente feriti.

## Periodo successivo
I nordcoreani si ritirarono verso la loro area della NLL alle 11:00 e smisero di attraversare il confine. Nonostante le tensioni militari nella penisola coreana si fossero inasprite in seguito alla battaglia, non si verificarono ulteriori conflitti successivi. Nonostante le gravi perdite subite dalla sua marina, il governo nordcoreano inneggiò alla vittoria e la KCNA asserì che "più di dieci navi da battaglia nemiche erano state bruciate o danneggiate gravemente, e non avevano alcuna alternativa se non fuggire, portando con sé molti cadaveri e resti."
Continuarono tuttavia ad esserci degli incidenti minori e delle piccole incursioni riguardo alla pesca nell'area, tra cui uno scontro navale nel 2002 noto come la "seconda battaglia di Yeonpyeong"  e un altro nel 2009 noto come la "battaglia di Daecheong". Nel novembre del 2010, la Corea del Nord bombardò direttamente l'isola di Yeonpyeong.